# Achim Tang
Achim Tang (Berlijn, 23 december 1958) is een Duitse jazzcontrabassist en componist.

## Biografie
Tang studeerde aanvankelijk trompet aan het Julius Stern-Institut, maar sinds 1984 speelt hij contrabas. Na een studie klassieke muziek ging hij in 1987 naar Graz, waar hij studeerde aan de jazzsectie van de Hochschule für Musik und darstellende Kunst, waar hij in 1992 het concertdiploma met onderscheiding kreeg. In 1991 en 1992 was hij lesgevolmachtigde aan het Kärntner Landeskonservatorium Klagenfurt. In 1993 verhuisde hij naar Wenen. Tang werkte o.a. samen met Marc Ducret, Stoyan Yankulov, Wolfgang Puschnig, Joachim Kühn, Linda Sharrock, Patrice Héral, Guy Klucevsek, Anatoly Vapirov, Jay Clayton, Deepak Ram, Max Nagl, Dominique Pifarély en David Tronzo.
Hij werkte mee aan projecten als Body Poems (met Akemi Takeya), Über die Verführung von Engeln (met Paul Gulda) en Elements of Poerty (met Oskar Aichinger) en nam als sideman op met Uli Rennert, Zoltán Lantos, Max Nagl, Marek Bałata en anderen. Daarnaast componeerde hij ook muziek voor toneel- en balletopvoeringen en voor de film Donau van Goran Rebic. Zijn werk In the Long Run, een compositie voor drie blazers, slagwerk en contrabas, werd o.a. in Wenen, Linz, Graz en Klagenfurt opgevoerd en in 2002 als zijn debuutalbum opgenomen voor het label Extraplatte.
Met Otto Lechner, João de Bruçó, Karl Ritter, Herbert Reisinger en Peter Kaizar vormde Tang de Musikercooperative Windhundrecords. Van 1997 tot 2002 werkte hij mee aan het project Klangnetze ter interventie van nieuwe muziek in algemeen vormende scholen. Sinds 2006 woont hij in Keulen, waar hij in samenwerking met de Rheinische Musikschule het project Klanglabor leidt aan twee Keulse hogescholen. In 2009 werkte hij met Scott Fields en het Multiple Joyce Orchestra (Moersbow / Ozzo, Clean Feed Records).
Tang werd in 2011 als «Improviser in Residence» naar Moers verwezen om een jaar lang daar te wonen en te werken. Hij trad o.a. op tijdens het Moers Festival met zijn kwartet Tørn, waartoe Philip Zoubek, Joe Hertenstein en Joris Rühl behoorden.

## Discografie
- 2002: In the Long Run (met Heinrich von Kalnein, Klaus Gesing, Robert Bachner en Christian Salfellner)
- 2011: Muche Zoubek Tang Excerpts from Anything

- Bibliothèque nationale de France: cb15937180g (data)
- Gemeinsame Normdatei: 135175976
- International Standard Name Identifier: 0000 0000 5845 8787
- Library of Congress Control Number: n2009015160
- MusicBrainz: 8008926c-56e6-4a5b-994a-55090a6fc69d
- Nationale Bibliotheek van Israël: 987007315230205171
- Virtual International Authority File: 80010728
- WorldCat: E39PBJpDW6t8kHD3PbJrr4JRrq